# うまDOKI
『うまDOKI』（うまドキ）は、KBS京都テレビが制作、西日本各地のテレビ局で毎週土曜日に放送している中央競馬中継番組。当番組は原則として毎週土曜日の放送だが、年初の京都金杯開催日や祝日で土曜日・日曜日以外に中央競馬の開催が組まれた場合はその日にも放送する場合がある。

## 概要
KBS京都は近畿放送時代である開局5日目の1969年（昭和44年）4月5日、中央競馬中継を初放送し、1970年（昭和45年）からは当時経営再建中だった東京12チャンネル（現：テレビ東京）と競馬中継に関する放送業務を連携、以来長年に渡り『（土曜or日曜）競馬中継』→『KEIBAワンダーランド』（以下「前番組」とする）を制作。中京圏以西の西日本のテレビ局（主に大阪以外のTXN系、関西・東海の独立局など）にネットしてきた。

しかし、施行者の日本中央競馬会（JRA）がテレビ放送の完全デジタル化を控え競馬中継の在り方そのものを見直し、テレビ東京（TX、『ウイニング競馬』）およびフジネットワーク（FNS、『みんなのKEIBA』『KEIBA BEAT』）が放送する時間以外については原則としてBS民放の日本BS放送（BS11、『BSイレブン競馬中継』）による全国一斉放送に移行させる方針を示したことから、従来長時間放送を続けてきたKBS京都においても土曜15時台を残して撤退することとなり、2011年（平成23年）1月、テレビ東京の地上波と同じ1時間枠の番組として改めて立ち上げられた。
初代司会には、地元京都府出身で『うまなで〜UMA to NADESHIKO〜』（フジテレビ）で競馬番組の担当経験があるタレント・女優の安田美沙子を起用、またそのサポート役として自局アナウンサーの木村寿伸が充てられた。
解説者は、前番組から引き続き専門誌・競馬ブックのトラックマンが担当している（詳細は後述）。
内容的には前番組のスタイルをほぼ踏襲し、西主場準メインレース・メインレースを中心としたパドック・本馬場の模様、また当日行われる全競馬場のメインレースのレース実況を送るほか翌日・日曜の重賞競走の展望、競馬初心者にも楽しめるようなガイダンス的な要素も交え、幅広い競馬ファンのニーズに応えることを目指す。

## 前番組との比較

### 変更点
- レース結果については、放送が行われる全競走とも払い戻し表示はKBS自社出しとなった。
  - 前番組のブルーバックの表示を若干アレンジし、鶯色をベースとした表示にした。
  - 前番組では西主場（メイン中継場）の直近レースについてはターフビジョンで使われているフォーマットをそのまま使用。レースハイライトや他場の払い戻しは上位3頭の結果を含めKBS自社出しで表示していた。
- 放送時間の大幅縮小・深夜のダイジェスト廃止のため、番組内の「今日のレース結果」では、生放送前の西主場全レースのゴール前の攻防（主にラスト200mから・障害競走は飛越シーンも放映）の実況録画を使用。
  - 前番組では競馬場の映像バックに字幕テロップのみ。
  - 2025年からは、番組内で生放送前に行われた「今日のレース結果」は基本的に、放送されなくなった。
- 西主場で14:30〜15:00の間に発走するレースについては、当番組では放送枠外のため、前述の対応を取っているが、ウイニング競馬に実況ありの生中継映像を裏送りしている（テロップについてはウイニング競馬のフォーマットを使用しているが、出走馬、枠順・馬番及び騎手名と実況アナウンサーの表示はなし）[1]。同様の理由で、中山大障害も一部例外を除き、発走時刻が放送枠外[2]となる場合は中継のネット受けを行わない[3]。
- 解説者は、前番組から引き続き競馬ブックのトラックマンが担当しているが、放送枠が1時間に短縮されたことに伴い、パドック兼実況席解説とスタジオ解説の2名に変更となった。
  - 前番組では、土曜日がスタジオ兼実況席解説、パドック解説、レース展望・予想コーナー担当2名の4名で、日曜日がスタジオ兼実況席解説、パドック解説[4]の2名で担当していた。
- 西主場準メイン競走の実況席解説の廃止。
  - 前番組では生中継する全レースにおいて解説を行っていた。
- 重賞競走でゲート前リポートの新設。
- 東主場準メイン（10R）の生中継の廃止。（番組内の「今日のレース結果」内でゴール前の攻防と結果のみ放映）
- 第三場メイン（11R）の生中継の不定期化（原則として特別競走の場合は番組内で直線の攻防と払戻金のみ放映する。重賞レースは前番組同様生中継で放送。[5]
  - これらは前番組では冬季開催ではVTR放映になることはあったが、原則として生中継で放映した。第三場で行われる時間帯には「うまDOKI特集」と題したルポルタージュが放送されることが多いが、西主場で土曜に重賞がある場合はその本馬場入場・返し馬を実況する場合がある。なお第三場が中京・小倉で行われる場合も原則としてテレビ愛知とTVQ九州放送では自主制作の差し替えは行わず、いずれもJRA公式映像・実況（担当はラジオNIKKEI）を使用する。（小倉は前番組時代の2005年以後から引き続き、中京は2012年のリニューアル完成以後）
  - ただし、2013年9月以降は東主場準メイン・第三場メインも可能な限り生中継で放送している。
- パドック解説は解説者の推奨馬のみの解説となった。
  - 前番組では出走する全馬を解説していた。
- 提供テロップと『主催 JRA』のテロップは従来通り各局別だが、エンディングにおいて『制作著作  KBS京都』と『うまDOKI  END』の表示は全局同じものとなった。
- オープニングの統一。
  - これらは前番組では飛び乗り・飛び降り時間がばらばらだったことからすべて各局別であった。
- 司会者席のセットにモニター画面が設置された。
  - 前番組ではセットは背景画のみだった。モニターでは番組ロゴのほか、各競馬場の中継映像が映し出されている。

### 共通点
- レースの出走表及びオッズの表示形式（単勝・複勝、馬連上位人気10通りとその馬単裏表、3連複・3連単上位人気10通り）においてはバックカラーの変更はあったが、前番組と同じ表示形式である。
- レース中継のテロップ（レース名と出走馬）は前番組と同じものを使用。

## 各年の変更点
2012年、番組開始からMCを務めてきた安田がNHK朝の連続ドラマ『カーネーション』の収録などの影響で番組を降板し、2代目MCとして『うまなで〜UMA to NADESHIKO〜』（フジテレビ）で安田と一緒に出演し、また『ドラマチック競馬』（北海道文化放送）で競馬中継の司会経験がある今井りかが出演することになった。
2013年、レース発走前にレースタイトルが表示されたあとの出走馬の枠順と騎手名のテロップ表示をしなくなり、レース名表示のあとは実況アナウンサーの氏名テロップ表示となった。
2015年からは、3代目MCとして俳優の細川茂樹とフリーアナウンサーの山本愛子が就任。KBS京都の競馬中継に男性俳優がMCに起用されるのは、2004年-2005年に「日曜競馬」を担当した高岡建治以来10年ぶりとなる。これに伴い、番組開始からMCを務めてきた木村は実況及び番組サポート役に専念することとなった。またテーマ曲がMAROON5の「Lucky Strike」に、エンディングテーマ曲が同じくMAROON5の「Back At Your Door」に変更された。
2017年に細川が諸事情により降板（2016年12月24日放送分での告知は無し）し、番組開始当初のアシスタントを務めた木村が4代目MCとして2年ぶりにメインに復帰。それ以外のアナウンサーは実況に専念となった。3月放送分までは競馬ファンの女優・女性タレントを毎回ゲストに迎える体裁となった。4月1日放送分から山本愛子に代わり、フリーアナウンサーの曽田麻衣子が女性MCに就任。同時にテーマ曲がCarly Rae Jepsenの「Drive」に、エンディング曲がHilary Duffの「I Am」にそれぞれ変更された。
2019年4月よりオープニングが新しくなり、レース発走前にレースタイトルが表示されたあとの出走馬・枠順、馬番及び騎手名のテロップ表示を復活させた。テロップ表示の後に開催競馬場の天候、馬場状態なども表示するようになった。その後に実況者名が表示されるようになった。この他、レースの着順と払戻金を知らせるテロップも一新された。同時に、テーマ曲はKylie Minogueの「Too Much」、エンディング曲はCHVRCHESの「Graffiti」に変更された。
2022年4月で、寺西の勇退に伴い木村が実況業務に復帰するためMCを退き、後任として前年に岩手朝日テレビから移籍した相埜が就任した。
同年7月30日・8月6日は変則開催で東日本の新潟・札幌のみの2場開催となり、KBS京都の本社スタジオから放送。この期間はパドック・実況席解説の西村は出演せず、MC2名とスタジオ解説の牟田のみ出演。新潟と札幌のレース中継は通常と同じくそれぞれのTXN系列各局（テレビ東京・テレビ北海道）製作の映像のネット受けで対応。また「きょうこれまでのレース結果」は放送されなかった。
2023年4月1日放送分から前年5月から休養していた曽田麻衣子に代わり、モデルのほのかが女性MCに就任した。同時にテーマ曲も変更された。テーマ曲はLoving Caliberの「Move your Body」に変更。
同年7月29日・8月5日は新潟・札幌のみの2場開催となり、KBS京都の本社スタジオから放送。この期間はMCのほのかと、前年同様パドック・実況席解説の西村は出演せず、相埜とスタジオ解説の牟田のみ出演。
2024年7月27日・8月3日は前年同様に新潟・札幌のみの2場開催となったが、前年同様にKBS京都の本社スタジオから放送となった。また、ほのかと解説の西村は出演しなかった。
2025年1月6日の放送より、放送開始時間前までのレースハイライトにあたる「きょうこれまでのレース結果」のコーナーが廃止された。

## 新型コロナウイルス対応
2020年2月29日より、日本中央競馬会は競馬場への一般ファンの入場を制限している「無観客競馬」を行っており、当番組においては同年4月の日本国政府の緊急事態宣言発令後、現地競馬場のスタッフをカメラマン、アナウンサーなど数名に縮小し、MCの木村・牟田は京都の本社スタジオ、曽田は東京都内の自宅でテレビ電話を使ってのリモート出演の形をとった。
その後、曽田は同年6月27日放送から京都本社スタジオでのMC業務に復帰した。
なお同年7月25日から8月9日まで、本来の2020年東京オリンピックの協力体制に伴い、中京競馬場以西の西日本地区の中央競馬の開催が基から予定されていなかったことを受け、この期間中は東日本の新潟と札幌のレース中継を通常と同じくそれぞれのTXN系列各局（テレビ東京・テレビ北海道）製作の映像のネット受けで対応した。この間は曽田は夏休みという形で出演せず、スタジオは木村・牟田の2名体制をとった。その後の8月15日から9月5日の小倉、9月12日から10月3日の中京では、牟田が現地放送席に出向き、スタジオは曽田・木村の2人体制をとった。そして10月10日の京都から開催競馬場での放送を再開した。
しかし、感染が拡大し緊急事態宣言が再発令され、2021年1月9日の中京開催の放送分より、再び曽田が東京都内の自宅でテレビ電話を使ってのリモート出演の形となった。1月23日放送分から、MCの木村と解説の牟田は京都の本社スタジオから出演となり、｢今日これまでのレース結果(以下、｢レース結果｣と表記)｣については、各レースの実況が流れる本来の形と異なり、ナレーションでの進行となった。西主場分のレース映像・実況は同日放送分はJRA公式映像およびラジオNIKKEIのもので放送され、1月30日および2月6日放送分は通常の担当アナウンサーに戻るも、現地(中京)からではなくレース映像を見ながら本社にて実況されたと推察される(東主場分はこれまで通りテレビ東京からのネットで放送)。2月13日(阪神開催初日)放送分から、レース実況とレース結果については本来の形に戻った。そして、3月27日放送分から曽田はスタジオ出演に復帰した。
2022年1月29日も曽田はコロナの感染により欠席となり、中京のスタジオは木村・牟田の2人で進行、さらに2月5日も曽田は大事を取って東京都内の自宅からリモート出演の形を取り、この年の1月5日にゲストで出演した太田彩夏（SKE48）が急遽ゲストとして中京に登場した。

## 出演者

### 総合司会・進行
- 相埜裕樹 - 2021年岩手朝日テレビから移籍。2022年4月2日着任。
- ほのか - タレント。2023年4月1日着任[11]。

2023年および2024年の夏季の2週間、及び祝日を含む変則3日間開催時に西主場の開催が行われない開催日について、ほのかは番組を休演する

### 実況アナウンサー
2022年4月改編で着任した相埜以外は『ワンダーランド』から引き続き出演。
レース実況に関しては原則準メインレースとメインレースで、それぞれ別のアナウンサーが実況を担当する。なお2015年と2016年は、実況アナウンサーから毎週持ち回りで1名がアシスタントを担当していた。
2015年6月までは原則として木村のみがサポート役だったが、7月の中京競馬場開催以後は寺西以外の実況アナウンサーから毎週持ち回りで1名がアシスタントを担当するようになった。アシスタントの担当日でも主に番組中盤に放送される「今日のレース結果」のハイライトに使う資料用の実況のうち、午前中の競走（まれに午後数レースも）の実況も担当する。
- 相埜裕樹 - 2022年の10月の阪神開催より、番組外の時間のレース（土曜日午前中（番組内の「今日のレース結果」で使用））において実況を担当している。（2024年より番組内でも担当、5月18日にはその日のメインレース・平安ステークスで初の重賞実況を担当。）
- 梶原誠 - 1995年（平成7年）入社。2012年3月3日の放送では中京競馬場から出演した木村に代わって、2022年4月16日と2023年の6月10日の放送では相埜に代わって、上記3回の放送では、MC代理を務めた。
- 木村寿伸 - 2006年（平成18年）入社。2021年（令和3年）3月31日付で退社しフリー（re:voice代表）になるが当番組は続投[12]。番組開始から2014年12月27日、2017年1月5日から2022年3月26日までは総合司会・進行を務め、不定期で実況。司会勇退後（4月以後）も、兵庫県競馬組合（園田競馬場・姫路競馬場）の日程調整で支障がない範囲で[13]一部の開催日で実況担当をする日がある[14]。2024年12月28日・2025年1月18日放送分は、相埜に代わって、MC代理を務めた。
- 澤武博之 - 1995年北日本放送から移籍[15][16]。
- 森谷威夫 - 1997年（平成9年）入社。

### 解説
前番組同様専門紙最大手競馬ブックの協賛を得ており、同社トラックマンが毎週2名出演する。
- 西村敬（パドック・実況席解説） - 『ワンダーランド』時代は不定期で出演。2021年4月3日放送分から正式着任。以前から長岡の代理を務めていた。毎日放送→MBSラジオ『GOGO競馬サンデー!』兼任。
- 牟田雅直（スタジオ解説） - 『ワンダーランド』では不定期出演だったが、当番組開始と同時にレギュラー就任。2012年10月から2019年3月まで『競馬展望プラス』（関西版）準レギュラー解説者も兼務。

### ゲスト
不定期でゲストを招くことがあり、特に中京競馬場で主場開催が行われる夏季には、地元を本拠地とするご当地アイドルのSKE48のメンバーが登場することが多い。
2022年5月の曽田の長期休養入り後は、総合司会代理の稲富に加えてほぼ毎回、競馬愛好家の女性タレントが登場するようになり、上記SKE48以外でも、特に天童、ほのか、Lynn、前田らが準レギュラー的に出場。その中からほのかが第5代女性司会者に就任した（JRAの暑熱対策で東日本のみ2場開催となる週を除く）。
- 角田晃一（JRA調教師。2011年2月19日放送分）
- 赤見千尋（元高崎競馬騎手 同年7月9日放送分）安田の代役として出演
- 池江泰郎（元JRA調教師 同年9月3日放送分）安田の代役として出演
- 熊田曜子（同年11月5日放送分）
- 里田まい（同年12月17日放送分）安田の代役として出演
- 菊地亜美（アイドリング!!! 2012年3月3日放送分）中京競馬場からの中継参加
- 安田美沙子（同年4月28日、2014年5月24日、2023年8月19日放送分） - 当番組初代MC、降板後も不定期にゲスト出演している。
- 安藤勝己（元JRA騎手。2013年3月30日放送分）
- 中村静香（2015年12月26日、2018年11月3日放送分　後者は「京都おあがりやす大使2018」として）
- 祥子（2016年6月25日放送分）
- 松井咲子（同年12月24日、2017年1月5日放送分）
- 井森美幸
- 中村均（元JRA調教師 2018年度から不定期で出演）
- 秋月三佳（2019年11月2日放送分 「京都おあがりやす大使2019」として）
- 相武紗季（同年11月30日放送分 兵庫県宝塚市出身）
- 柴田阿弥（フリーアナウンサー<元SKE48メンバー> 2020年2月22日放送分） - 同日開催の重賞京都牝馬ステークス表彰式プレゼンターを担当
- 稲富菜穂（2022年4月9日放送分はゲスト、同年5月7日 - 2023年3月25日は曽田の長期休養、同年9月2日放送分はほのかの休演に伴いそれぞれ司会代行：前述）
- 宮下瞳（名古屋競馬騎手 2022年5月28日、2023年1月7日、2024年8月24日放送分）
- 木之前葵（名古屋競馬騎手 2022年6月4日放送分）
- 前田玲奈（声優 「ウマ娘 プリティーダービー、グラスワンダー役」2022年6月18日・9月3日放送分）
- 矢作麗（フリーアナウンサー 同年6月25日放送分） - JRA調教師矢作芳人の次女
- 内田敦子（フリーアナウンサー 同年8月13日・11月5日放送分） - BS11『BSイレブン競馬中継』（日曜）アシスタントを歴任。
- 天童なこ（タレント、同年7月23日・9月17日放送分）
- ほのか（同年10月8日・12月28日放送分） - 総合司会着任前
- 矢部美穂（タレント、同年10月29日放送分）
- 熊切あさ美
- 岡田紗佳
- 熊江琉衣（同年12月3日放送分 2回目)
- 石川彩夏（モデル、同年12月24日放送分）
- 黒澤ゆりか（女優、2023年9月2日放送分）
- 高田秋（モデル・タレント）・宮島咲良（フリーアナウンサー）（いずれも同年11月25日・2024年11月23日）[17] - 『BSイレブン競馬中継』との相互共同コラボ企画として、2人が京都競馬場に出張して当番組の時間帯にゲスト出演し、前後のBS11本番時間中はほのかがゲスト出演するという内容[18]。
- 森千晴・宮島咲良（フリーアナウンサー）（2025年4月5日）『BSイレブン競馬中継』との相互共同コラボ企画として、阪神競馬場に出張して当番組の時間帯にゲスト出演し、前後のBS11本番時間中はほのかがゲスト出演するという内容。

以下はいずれもSKE48メンバー（放送当時）
- 青木詩織（2017年7月1日放送分）
- 荒井優希（2018年7月21日放送分）
- 太田彩夏（2022年1月5日・2月5日・5月21日・6月11日・9月10日・10月1日、2023年1月9日放送分）
- 大場美奈（2017年3月18日・7月8日放送分）
- 鎌田菜月（2017年7月15日、2018年6月30日、2022年5月14日放送分）
- 熊崎晴香（2022年9月19日、2023年1月5日放送分）
- 須田亜香里（2018年6月30日放送分）
- 松村香織（2017年7月22日放送分）

### 過去の出演者

#### 歴代司会者
- 安田美沙子（総合司会・進行、2011年12月24日放送分まで）[19][20]
- 今井りか（総合司会・進行、2012年1月5日 - 2014年12月27日）
- 細川茂樹（総合司会・進行、2015年1月10日 - 2016年12月24日）
- 山本愛子（総合司会・進行、2015年1月10日 - 2017年3月25日）
- 曽田麻衣子（総合司会・進行、2017年4月 - 2023年3月25日(正式降板日)） - フリー（セント・フォース所属）。体調不良のため2022年4月30日の出演を最後に、翌5月以降休演、その後2023年3月25日放送分の番組の最後に登場し正式に降板する事を報告。
- 稲富菜穂（総合司会・進行、2022年5月7日 - 2023年3月25日） - 曽田休演中の司会代行：前述

2020年および2021年の夏季の3週間、及び祝日を含む変則3日間開催時に西主場の開催が行われない開催日について、曽田は番組を休演した。

#### 解説者
- 長岡利幸 - パドック・実況席解説、『ワンダーランド』（土曜）に引き続いて出演。2021年3月27日放送分限りで退任。
- 山田理子 - 同年3月28日付東西全国版限りで退職のため、前日の放送をもって退任。

#### 実況アナウンサー
- 寺西裕一 - 1988年（昭和63年）入社。1993年に濱野圭司とともに退社しフリー（ユウセイプランニング社長）になるが、2005年4月より『競馬中継』→『ワンダーランド』出演を再開。木村の実況復帰と相埜のMC就任に伴い、2022年3月19日放送をもって勇退。

## 放送時間とネットワーク
前番組と同様、関東・北海道第3場開催時の中継をテレビ東京系列各局、福島第3場開催時は福島テレビ、新潟第3場開催時は新潟放送もしくはNST新潟総合テレビの中継を受け、それぞれの中継とKBS京都の中継を互いにネットする。BSテレ東に限り14:30開始となる『ウイニング競馬』に対しては、15:00までに発走となる西主場での競走の実況を裏送りしている。
以下の場合JRAの公式映像（映像はグリーンチャンネル『中央競馬全レース中継』、音声はラジオNIKKEI『中央競馬実況中継』と同じ）を使用する。
- 土曜日以外に中継するときの他場メインレース（1月の金杯当日や祝日開催時にテレビ東京の中継がある場合を除く）
- 中京競馬場・小倉競馬場の第3場開催時[22]
- 関東第3場・北海道開催時に福島テレビ、新潟放送、NST新潟総合テレビ及びテレビ北海道で中継を編成しない場合

放送開始当初は前番組の土曜日15時台をネットしていた西日本地区の10局で放送されていた。関西地区では全国独立放送協議会加盟の3局（KBS京都・サンテレビ・奈良テレビ）で放送され、関西以外の西日本地区ではTXN系列、TXN系列がない地域ではウインズが所在する県を中心にANN系列・JNN系列の一部で放送されていた。
その後、関西地区以外でネット局の変更やネットからの離脱が相次いだ。
- 東海地区では前番組の末期から土曜日15時台のネットがテレビ愛知のみとなっていた関係で、当番組はテレビ愛知で放送されていたが、2012年3月31日をもってテレビ愛知の放送が終了したため、4月7日からこれを引き継ぐ形で三重テレビで放送している。
- 2013年に入り、テレビ朝日系列の愛媛朝日テレビ・長崎文化放送、TBS系列の山陰放送がネットを打ち切った。また、広島ホームテレビ（テレビ朝日系列）では2015年12月を以ってネットを打ち切った。

東日本における『ウイニング競馬』に相当する番組であることを考慮し系列ごとに整理した。
| 系列               | 地域         | 放送局         | 放送時間      | 備考 |
| ------------------ | ------------ | -------------- | ------------- | --- |
| 全国独立放送協議会 | 京都府       | KBS京都        | 15:00 - 16:00 | 制作局☆★ |
| 全国独立放送協議会 | 奈良県       | 奈良テレビ     | 15:00 - 16:00 | ☆競輪中継が放送される場合放送休止となる。 |
| 全国独立放送協議会 | 兵庫県       | サンテレビ     | 15:00 - 16:00 | ☆★ プロ野球中継が実施される場合は放送休止となる。                                                                                                 |
| 全国独立放送協議会 | 三重県       | 三重テレビ     | 15:00 - 16:00 | ☆★2012年4月7日放送開始。中京競馬場第三場開催時でも当番組をネット。 冬の高校サッカー及び夏の高校野球三重大会の中継が放送される場合放送休止となる。 |
| テレビ東京系列     | 岡山・香川県 | テレビせとうち | 15:00 - 16:00 | 2011年1月8日放送開始 |
| テレビ東京系列     | 福岡県       | TVQ九州放送    | 15:00 - 16:00 | 2011年1月8日放送開始 小倉競馬場第三場開催時でも当番組をネット。                                                                                   |

- ☆は、『JRA競馬中継』ネット局（2012年9月30日まで）。
- ★は、『競馬展望プラス』放送局（2012年10月5日から2019年3月まで）
- KBS京都・サンテレビ・奈良テレビ・三重テレビでは、通常放送される土曜日以外にも1月5日京都金杯[24]、12月28日ホープフルステークス当日及び成人の日、敬老の日、体育の日などの変則日程で土曜日・日曜日以外の祝日やその他平日に競馬が開催される際にも原則として中継する。[25]ただし三重テレビは、上述の通り高校サッカー・高校野球開催時はこれらの生中継が行われ、本番組は放送されない。（土曜日に開催が重なった場合も同様。）[26]ネットワークの縛りがある他のネット局における放送の可否は、その時々の状況によるが大半の場合は行われない事が多い。

### 過去のネット局
- テレビ愛知（テレビ東京系列、2011年1月8日 - 2012年3月31日） - 前番組では中京競馬場第三場開催時に自社制作を行っていたが、2012年3月に中京競馬場改装工事明けの最初の開催では自社制作を行わなかった。2024年8月10日放送分～9月28日放送分の夏季中京開催期間中に限り、12年ぶりに本番組のネットが復活した（三重テレビでも同時放送[27]）。2025年も7月26日～8月30日（予定）放送分の夏季中京開催期間中は臨時にネットして放送する予定。
- 愛媛朝日テレビ（テレビ朝日系列、2011年1月5日 - 2013年3月30日）
- 山陰放送（TBS系列、2011年1月15日 - 2013年6月29日）- 2013年4月以降は不定期放送となっていた。まれに中継できない日に日本海テレビへの振替放送となるケースもあった。
- 長崎文化放送（テレビ朝日系列、2011年1月15日 - 2013年6月22日）- 2013年4月以降は不定期放送となっていた。定期放送を行っていた期間も別番組に差し替える場合もあった。
- 広島ホームテレビ（同上、2011年1月15日 - 2015年12月19日）[28]

## 特別番組
2011年11月12日・19日に、通常のうまDOKIが15時から1時間放送された後、KBS京都では16:30-17:25に「うまDOKIスペシャル」と題した翌日のGIレース（いずれもジャパン・オータムインターナショナルの国際競走）で、京都競馬場の公式行事として、それらのレース展望を中心とした番組が京都競馬場シグネットホールから公開生放送された。
2013年11月22日（金曜日）には、23:30 - 24:00 にKBS京都とサンテレビ、23日深夜（土曜=24日未明）0:05-0:35 に三重テレビにて「うまDOKIスペシャル ジャパンカップ直前! 勝ち馬を探せ!」を、また同12月20日（金曜日）と21日深夜（土曜=22日未明）の同じ時刻には「うまDOKIスペシャル 有馬記念直前!勝ち馬を探せ!」と題した特別番組が放送された。（KBSとSUNが当日生放送、MTVのみ遅れネットによる録画放送）
- これは通常版のメンバー3人（牟田、今井、木村）に加え、関西（在大阪）スポーツ紙5社（サンケイスポーツ・スポーツニッポン・スポーツ報知・デイリースポーツ・日刊スポーツ）の記者が出演し、当該競走の展望座談会を行うというものであった。

2014年11月28日（金曜日）には、23:30 - 24:00 にKBS京都とサンテレビ、29日深夜（土曜=30日未明）0:20 - 0:50 に三重テレビにて「うまDOKIスペシャル～ジャパンカップ特番ここだけのウマい話」と題した特別番組が放送された。
- 通常メンバーに加えスポーツ紙5社5人の記者が出演した。この回は競馬ブックチーム（牟田、長岡）の出演はなかった
- ゲスト:正木茂(サンケイスポーツ)、岡崎淳(スポーツニッポン)、　内尾篤嗣(スポーツ報知)、大西修平(デイリースポーツ)、太田尚樹(日刊スポーツ)

同年12月26日（金曜日）には、23:30 - 24:00 にKBS京都とサンテレビ、26日深夜（土曜=27日未明）0:20-0:50 に三重テレビにて「うまDOKI有馬記念スペシャル～今年最後?のウマい話」と題した特別番組が放送された。
2024年4月6日より、GI前日の番組終了後に番組の公式YouTubeチャンネルにて「URAドキ」と題して生配信をスタートした。

## 関連番組
- ウイニング競馬（テレビ東京）
- TVhサマー競馬NEXT（テレビ北海道）
- エキサイティング競馬（福島テレビ）
- ワンダフル競馬（新潟放送）
- NSTみんなのKEIBA（NST新潟総合テレビ） - 新潟放送が編成上の都合で放送休止の場合の代替放送。
- 競馬展望プラス（2012年10月から2019年3月までKBS京都制作で、毎週金曜に放送された競馬展望番組。サンテレビ・三重テレビもネットする。当番組のレギュラーである澤武と牟田が出演）
- 競馬TODAY（2014年4月から2018年9月までKBS京都制作で、毎週土曜に放送された競馬ダイジェスト番組）